# 杨爱华
杨爱华（1977年—），中国前女子游泳运动员。
她曾获得1994年世界游泳锦标赛女子400米自由泳和4×200米自由泳接力金牌。但在1994年11月，她被指在1994年广岛亚运会期间服用兴奋剂睾酮，被禁赛两年。